# Sybra violatoides
Sybra violatoides là một loài bọ cánh cứng trong họ Cerambycidae.